# Majasaari (ö i Muurame, Muuratjärvi)
Majasaari är en liten  ö i Finland. Den ligger i sjön Muuratjärvi och i kommunen Muurame i den ekonomiska regionen  Jyväskylä  och landskapet Mellersta Finland, i den södra delen av landet, 220 km norr om huvudstaden Helsingfors. Öns area är 16,7 hektar och dess största längd är 0,8 kilometer i sydöst-nordvästlig riktning.